# Gordon Cycle & Motor
Gordon Cycle & Motor Co. Ltd. war ein britischer Hersteller von Fahrrädern und Automobilen.

## Unternehmensgeschichte
Das Unternehmen hatte seinen Sitz an der Seven Sisters Road in London. 1903 begann die Produktion von Fahrrädern und Automobilen. Der Markenname lautete Gordon. 1904 endete die Produktion.

## Automobile
Das einzige Modell war der Miniature. Die offene Karosserie bot Platz für zwei Personen. Ein Einzylindermotor mit 6 PS Leistung trieb über eine Kette die Hinterachse an. Das Getriebe hatte zwei Gänge. Der Preis betrug 131,25 Pfund.